# Epsilon Hydrae
Ashlesha eller Epsilon Hydrae (ε Hydrae förkortat Epsilon Hya, ε Hya) som är stjärnans Bayer-beteckning, är en multipelstjärna i den nordvästra delen av stjärnbilden Vattenormen. Den har en kombinerad skenbar magnitud på 3,38 och är synlig för blotta ögat där ljusföroreningar ej förekommer. Baserat på parallaxmätning inom Hipparcosuppdraget på ca 25,2 mas, beräknas den befinna sig på ett avstånd av ca 129 ljusår (ca 40 parsek) från solen. 

## Nomenklatur
I den forna indiska astronomin kallas det femstjärniga klustret Hydrae tillsammans Ashlesha "omfamningen" (Ayilyam i södra Indien), den 9:e av 27 nakshatras eller "månhus" i hinduisk astrologi. År 2016 organiserade Internationella astronomiska unionen en arbetsgrupp för stjärnnamn (WGSN) med uppgift att katalogisera och standardisera riktiga namn för stjärnor. Den fastställde namnet Ashlesha för stjärnan Epsilon Hydrae A i juni 2018 och det ingår nu i listan över IAU-godkända stjärnnamn.
Epsilon Hydrae var tillsammans med Delta Hydrae (Lisan al Sudja), Zeta Hydrae, Eta Hydrae, Rho Hydrae och Sigma Hydrae (Minhar al Shija), Ulug Begs Min al Az'al, "Tillhör den obebodda platsen". Enligt ett tekniskt memorandum från NASA, 1971, var Min al Az'al eller Minazal namnet för fem stjärnor: Delta Hydrae som Minazal I, Eta Hydrae som Minazal II, Epsilon Hydrae som Minazal III, Rho Hydrae som Minazal IV och Zeta Hydrae som Minazal V.

## Egenskaper
Primärstjärnan Epsilon Hydrae A är en gul till orange jättestjärna av spektralklass G5 III och har utvecklats bort från huvudserien efter att ha förbrukat vätet i dess kärna. Den har en radie som är ca 23 gånger solens och utsänder från dess fotosfär ca 67 gånger mer energi än solen vid en effektiv temperatur på ca 5 600 K. Den avger en röntgenstrålning på 2,8 × 1029 erg/s.
Dubbelstjärnan Epsilon Hydrae AB har en omloppsperiod på 15 år och en vinkelseparation på 0,2 bågsekunder. Den spektroskopiska dubbelstjärnan Epsilon Hydrae C har en omloppsperiod av 9,9047 dygn och en excentricitet på 0,62, samtidigt som den kretsar kring AB med en period av 870 år. Epsilon Hydrae C, av spektraltyp F5 är separerad från AB med 3 bågsekunder. Epsilon Hydrae D är separerad från AB med 19 bågsekunder och har en uppskattad omloppstid på ca 10 000 år.
Epsilon Hydrae är en roterande variabel av misstänkt BY Draconis-typ (BY:). Den varierar mellan skenbar magnitud +3,35 och 3,39 utan någon påvisad periodicitet.